# Azuma Makoto
Pour les articles homonymes, voir Azuma (homonymie) et Makoto.
Azuma Makoto (東 信, Makoto Azuma), né le 24 juillet 1976 dans la préfecture de Fukuoka, est un fleuriste japonais devenu artiste floral, il compose des bouquets dans son atelier du quartier Minami Aoyama à Tokyo. Ses œuvres constituées de variétés provenant du monde entier, sont photographiées par Shiinoki Shunsuke. En juillet 2014, une de ses sculptures florales et un pin bonsaï ont été envoyés dans la stratosphère.